# بلومفیلد (نیوجرسی)
بلومفیلد (به انگلیسی: Bloomfield) شهری در ایالت نیوجرسی کشور ایالات متحده آمریکا است که جمعیت آن در سرشماری سال ۲۰۱۰ میلادی، ۴۷٬۳۱۵ نفر بوده‌است.